# Lucicutia maxima
Lucicutia maxima is een eenoogkreeftjessoort uit de familie van de Lucicutiidae. De wetenschappelijke naam van de soort is voor het eerst geldig gepubliceerd in 1904 door Steuer.